# Wushu aux Jeux mondiaux de 2022
Navigation
Cali 2013 Chengdu 2025
Les épreuves de Wushu des Jeux mondiaux de 2022 ont lieu les 11 et 12 juillet 2022 au sein du Bill Battle Coliseum du Birmingham–Southern College (en).
Cette discipline a été choisie comme événement additionnel par le comité d'organisation. Le wushu avait déjà fait son apparition aux jeux mondiaux en 2009 et 2013

## Organisation
Cinq catégories de taolu (enchaînements individuels) sont présentes pour cette édition :
- Changquan : boxe longue du Nord ;
- Nanquan / Nangun : boxe courte du Sud ;
- Daoshu / Gunshu : pratique armée avec un sabre (Dao) ;
- Jianshu / Qiangshu : pratique armée avec un épée (Jian) ;
- Taijiquan / Taijijian : pratique armée avec un épée du Taï-chi (Taiji jian).

Le format de combat (Sanda) n'est pas retenu pour cette édition.
Chaque fédération nationale peut avoir au maximum deux athlètes masculins et deux athlètes féminines ; chaque fédération participante ne peut inscrire qu'un seul athlète dans une épreuve et les quota ne sont pas nominatifs. 
La qualification est effectuée en fonction des résultats des championnats du monde de Wushu 2019 à Shanghai :
- les 6 meilleurs athlètes de Changquan ;
- les 3 meilleurs athlètes pour les autres épreuves.

Chaque athlète participant ne peut s'inscrire qu'à une seule épreuve aussi chaque désistement entraîne la sélections des sportifs selon le classement du championnats 2019.
En raison de l'inéligibilité du comité olympique de Macao à concourir et à l'exclusion de la Russie suite de l'invasion russe de l'Ukraine en 2022, huit nouvelles places étaient ouvertes et les quotas ont été modifiés en février 2022.
Il y a quatre invitations à la discrétion de la fédération internationale, distribuées au pays hôte en première priorité.
Au 30 décembre 2021, la fédération publie sa liste de quotas nationaux :
| Liste                | Changquan                                                                                               | Daoshu                                                           | Jianshu                                      | Nanquan                                                  | Taijiquan                                         |
| -------------------- | --- | ---------------------------------------------------------------- | -------------------------------------------- | -------------------------------------------------------- | ------------------------------------------------- |
| Liste préliminaire   | Edgar Xavier Marvelo Lee Ha-sung Jesse Colin Adalia Seyedsaman Ahmadi Sheikh Shabani Roman Reva Alex Ni | Si Wei Jowen Lim Seyedmohammad Hosseini Chenming Wang Zhaohua Wu | Jason Chen-Leung Brian Wang                  | Wing Yung Lee Hanieh Rajabi Darya Latisheva Yaling Zhang | Yu Won-hee Murray Yiu-Chun Cheung Chung Hei Yeung |
| Liste supplémentaire | | Loan Drouard                                                     | Benoist Denolle Samuel Mak                   |                                                          |                                                   |
| Wild card            | Marcio de Oliveira Coutinho Dante Salvador Gamboa Meza                                                  | Amribrahim Abdelrahmankasim                                      |                                              |                                                          |                                                   |
| Réallocation         | | Domenico Giordano                                                | Alfonso Barbarisi Benjamin Alexander Mueller | Nima Gharti Magar                                        | Sanma Brahma Jo Saelee                            |

| Liste                | Changquan                                 | Daoshu                                                            | Jianshu                                                                                        | Nanquan                                                              | Taijiquan                                             |
| -------------------- | ----------------------------------------- | ----------------------------------------------------------------- | ---------------------------------------------------------------------------------------------- | -------------------------------------------------------------------- | ----------------------------------------------------- |
| Liste préliminaire   | Nandhira Mauriskha Lissy Liu Xiaoxiao Lai | Mia Tian Michelle Yeung Thi Phuong Giang Hoang Ganna Tereshchenko | Seo Hee-ju Zahra Kiani Winnie Qian Hui Cai Thuy Vi Duong Yana Poltoratska Xin Ting Isabel Chua | Zhongxin Liu Lok Man Ngan Quoc Khanh Pham Po Wei Lai Harris Horatius | Yan Ning Vera Tan Judy Liu Pei Hsun Liu Choi Yu-jeong |
| Liste supplémentaire | Juliette Vauchez                          |                                                                   |                                                                                                |                                                                      |                                                       |
| Wild card            | Michele Silva Dos Santos                  | Alexa Fernanda Cruz Gomez                                         |                                                                                                | Ousmane Gueye                                                        |                                                       |
| Réallocation         | Melina Fiorella Arevalo                   | Camila Alejandra Cid Urtubia                                      | Anastasia Chiriliuc                                                                            | Deepak Hamal                                                         | Alisya Mellynar                                       |

## Compétition

### Hommes
| Rang               | Athlète              | Score   |
| ------------------ | -------------------- | ------- |
| Médaille d'or      | Edgar Xavier Marvelo | 9,553   |
| Médaille d'argent  | Lee Ha-sung          | 9,503   |
| Médaille de bronze | Roman Reva           | 9,253   |
| 4                  | Alex Ni              | 9,013   |
| -                  | Dante Gamboa         | Forfait |
| -                  | Jesse Adalia         | Forfait |

| Rang               | Athlète           | Daoshu | Gunshu | Total  |
| ------------------ | ----------------- | ------ | ------ | ------ |
| Médaille d'or      | Wu Zhaohua        | 9,627  | 9,657  | 19,284 |
| Médaille d'argent  | Jowen Lim         | 9,520  | 9,564  | 19,084 |
| Médaille de bronze | Loan Drouard      | 9,313  | 9,500  | 18,813 |
| 4                  | Amr Kasem Kasem   | 9,457  | 9,130  | 18,587 |
| 5                  | Chen-Ming Wang    | 9,133  | 9,453  | 18,586 |
| 6                  | Giordano Domenico | 9,107  | 9,340  | 18,447 |

| Rang               | Athlète           | Jianshu | Qiangshu | Total  |
| ------------------ | ----------------- | ------- | -------- | ------ |
| Médaille d'or      | Brian Wang        | 9,523   | 9,503    | 19,026 |
| Médaille d'argent  | Barbarisi Alfonso | 9,467   | 9,463    | 18,930 |
| Médaille de bronze | Jason Chen-Leung  | 9,430   | 9,300    | 18,730 |
| 4                  | Samuel Mak        | 9,240   | 9,443    | 18,683 |
| 5                  | Benoit Denolle    | 8,933   | 8,827    | 17,760 |
| 6                  | Benjamin Muller   | 8,390   | 8,693    | 17,083 |

| Rang               | Athlète         | Nanquan | Nangun  | Total   |
| ------------------ | --------------- | ------- | ------- | ------- |
| Médaille d'or      | Liu Zhongxin    | 9,567   | 9,567   | 19,134  |
| Médaille d'argent  | Harris Horatius | 9,510   | 9,520   | 19,030  |
| Médaille de bronze | Lai Po-Wei      | 9,503   | 9,513   | 19,016  |
| 4                  | Phạm Quốc Khánh | 9,477   | 9,470   | 18,947  |
| 5                  | Ngan Lok Man    | 8,717   | 8,720   | 17,437  |
| 6                  | Ousmanne Gueye  | 7,637   | 7,837   | 15,474  |
| -                  | Hamal Deepak    | Forfait | Forfait | Forfait |

| Rang               | Athlète             | Taijiquan | Taijijian | Total   |
| ------------------ | ------------------- | --------- | --------- | ------- |
| Médaille d'or      | Yu Won-hee          | 9,427     | 9,553     | 18,980  |
| Médaille d'argent  | Zheng Yu Hosea Wong | 9,487     | 9,437     | 18,924  |
| Médaille de bronze | Yeung Chung Hei     | 9,253     | 9,650     | 18,903  |
| 4                  | Brahmna Sanma       | 9,133     | 9,047     | 18,180  |
| 5                  | Murray Cheung       | 9,023     | 8,917     | 17,940  |
| -                  | Jo Saelee           | Forfait   | Forfait   | Forfait |

### Femmes
| Rang               | Athlète                | Score |
| ------------------ | ---------------------- | ----- |
| Médaille d'or      | Lai Xiaoxiao           | 9,587 |
| Médaille d'argent  | Nandhira Mauriskha     | 9,483 |
| Médaille de bronze | Michele Santos         | 9,387 |
| 4                  | Lissy Liu              | 9,237 |
| 5                  | Juliette Vauchez       | 9,163 |
| 6                  | Melina Fiorela Arevalo | 8,900 |

| Rang               | Athlète                | Gunshu  | Daoshu  | Total   |
| ------------------ | ---------------------- | ------- | ------- | ------- |
| Médaille d'or      | Mia Tian               | 9,303   | 9,487   | 18,790  |
| Médaille d'argent  | Alina Krysko           | 9,373   | 9,293   | 18,666  |
| Médaille de bronze | Michelle Yeung         | 9,220   | 9,360   | 18,580  |
| 4                  | Alexa Cruz             | 8,997   | 9,270   | 18,267  |
| 5                  | Camila Cid Urtubia     | 8,707   | 8,050   | 16,757  |
| -                  | Hoàng Thị Phương Giang | Forfait | Forfait | Forfait |

| Rang               | Athlète              | Jianshu | Qiangshu | Total   |
| ------------------ | -------------------- | ------- | -------- | ------- |
| Médaille d'or      | Dương Thúy Vi        | 9,513   | 9,527    | 19,040  |
| Médaille d'argent  | Winnie Cai           | 9,190   | 9,150    | 18,340  |
| Médaille de bronze | Seo Hee-ju           | 9,320   | 9,000    | 18,320  |
| 4                  | Yana Poltoratska     | 9,060   | 9,120    | 18,180  |
| 5                  | Anastasia Chirliuc   | 8,423   | 9,730    | 17,153  |
| -                  | Isabel Xin Ting Chua | Forfait | Forfait  | Forfait |

| Rang               | Athlète           | Nanquan | Nangun  | Total   |
| ------------------ | ----------------- | ------- | ------- | ------- |
| Médaille d'or      | Zhang Yaling      | 9,570   | 9,583   | 19,153  |
| Médaille d'argent  | Darya Latisheva   | 9,293   | 9,423   | 18,716  |
| Médaille de bronze | Lee Wing Yung     | 8,977   | 9,117   | 18,094  |
| -                  | Nima Gharti Magar | Forfait | Forfait | Forfait |

| Rang               | Athlète           | Taijiquan | Taijijian | Total   |
| ------------------ | ----------------- | --------- | --------- | ------- |
| Médaille d'or      | Basma Lachkar     | 9,517     | 9,523     | 19,040  |
| Médaille d'argent  | Liu Pei-Hsun      | 9,500     | 9,513     | 19,013  |
| Médaille de bronze | Vera Yan Ning Tan | 9,477     | 9,470     | 18,947  |
| 4                  | Choi Yu-jeong     | 9,373     | 9,403     | 18,776  |
| 5                  | Alisya Mellynar   | 9,360     | 9,343     | 18,603  |
| -                  | Judy Liu          | Forfait   | Forfait   | Forfait |

## Médaillés

### Hommes
| Épreuves              | Or                   | Argent              | Bronze           |
| --------------------- | -------------------- | ------------------- | ---------------- |
| Changquan             | Edgar Xavier Marvelo | Lee Ha-sung         | Roman Reva       |
| Daoshu / Gunshu       | Wu Zhaohua           | Jowen Lim           | Loan Drouard     |
| Jianshu / Qiangshu    | Brian Wang           | Barbarisi Alfonso   | Jason Chen-Leung |
| Nanquan / Nangun      | Liu Zhongxin         | Harris Horatius     | Lai Po-Wei       |
| Taijiquan / Taijijian | Yu Won-Hee           | Hosea Wong Zheng Yu | Yeung Chung Hei  |

### Femmes
| Épreuves              | Or            | Argent             | Bronze            |
| --------------------- | ------------- | ------------------ | ----------------- |
| Changquan             | Lai Xiaoxiao  | Nandhira Mauriskha | Michele Santos    |
| Daoshu / Gunshu       | Mia Tian      | Alina Krysko       | Michelle Yeung    |
| Jianshu / Qiangshu    | Dương Thúy Vi | Winnie Cai         | Seo Hee-ju        |
| Nanquan / Nangun      | Zhang Yaling  | Darya Latisheva    | Lee Wing Yung     |
| Taijiquan / Taijijian | Basma Lachkar | Liu Pei-Hsun       | Vera Tan Yan Ning |

## Tableau des médailles
- Pays organisateur

| Rang  | Nation         | Or | Argent | Bronze | Total |
| ----- | -------------- | -- | ------ | ------ | ----- |
| 1     | Chine          | 4  | 0      | 0      | 4     |
| 2     | États-Unis     | 2  | 0      | 0      | 2     |
| 3     | Indonésie      | 1  | 2      | 0      | 3     |
| 4     | Corée du Sud   | 1  | 1      | 1      | 3     |
| 5     | Brunei         | 1  | 1      | 0      | 2     |
| 6     | Viêt Nam       | 1  | 0      | 0      | 1     |
| 7     | Canada         | 0  | 1      | 1      | 2     |
| 7     | Singapour      | 0  | 1      | 1      | 2     |
| 7     | Taipei chinois | 0  | 1      | 1      | 2     |
| 7     | Ukraine        | 0  | 1      | 1      | 2     |
| 11    | Italie         | 0  | 1      | 0      | 1     |
| 11    | Ouzbékistan    | 0  | 1      | 0      | 1     |
| 13    | Hong Kong      | 0  | 0      | 3      | 3     |
| 14    | Brésil         | 0  | 0      | 1      | 1     |
| 14    | France         | 0  | 0      | 1      | 1     |
| Total | Total          | 10 | 10     | 10     | 30    |